# 天神山城 (備前国)
天神山城（てんじんやまじょう）は、岡山県和気郡和気町田土（備前国和気郡）にあった日本の城。岡山県指定史跡。
なお、同国御野郡、現在の岡山市北区にあった同名の城郭については、岡山城#南北朝時代 - 安土桃山時代を参照のこと。

## 概要
戦国時代の大名・浦上宗景が築いた連郭式の山城である。和気町の市街地から国道374号を北上した国道沿いの天神山西峰（390m）の山上に位置する。城山は峻険で西側に吉井川が流れており天然の堀をなしていたものと思われる。
標高390mの西峰の山頂に本の丸が配され、北西に向かって山上伝いに二の丸、三の丸が配されていた。また、本の丸の南東側に向かって馬屋の段、南の段等の曲輪、深くV字型に切れ込んだ堀切が確認出来る。さらに堀切を南東に進むと天神山東峰(409m)に入り2つの石門を経てその山頂には周囲を見晴らせる太鼓の丸、太鼓の丸への侵入経路として北東方面から伸びる虎口があり、より南東にも雑な作りではあるが堀切や土塁線の遺構が残る。天神山城北西の「下の段」の遺構から太鼓丸南東の土塁線の遺構まで実に1km超に及ぶ大規模な城郭である。
現在は曲輪、土塁、石垣、空堀、侍屋敷跡などの遺構が見られる。

## 沿革
浦上氏は室町時代、播磨・備前・美作を治めた守護大名赤松氏の守護代であった。
天神山城を築いた浦上宗景の父・村宗は主君である赤松義村を凌駕し、守護代から一躍戦国大名となった。
天文20年(1551年)、村宗の嫡男浦上政宗とその弟の浦上宗景は備前に侵攻してきた尼子晴久の対応について恭順の意を示そうとする政宗方と撃退するべしという意見の宗景は激しく対立。政宗は尼子と同盟を結び、それに対抗すべく宗景は安芸の毛利元就と同盟し周辺国衆にも政宗方に属する者、宗景方に属する者がそれぞれ現れ備前の覇権を賭けて争う事になる。その際に宗景は自らの新たな拠点として天神山に城を築く。(普請に取りかかったのは天文23年(1554年)正月前後)これが長らく宗景が居城とする天神山城である。
ここを拠点とした宗景は毛利の助力を得て各地で勝利を収め政宗の勢力を駆逐し備前の支配権を握る。また、宗景はかつて浦上被官であった宇喜多能家の孫で放浪の身であった直家を召し抱えた。有能な直家は頭角を現し宗景の片腕となって活躍し、その助力もあり宗景の備前・美作地域の支配は次第に強固なものになっていった。
永禄7年（1564年）兄の政宗は室津城において、二男・清宗の婚礼の当日、赤松政秀の攻撃に遭い父子ともに戦死。跡は政宗の三男の浦上誠宗が継いだが、3年後の永禄10年（1567年）に宗景の手の者によって暗殺され室津の浦上惣領家は滅び、その領地を接収してさらに勢力を強めた。
天正元年（1573年）宗景は西国に勢力を伸長してきた織田信長と結び、備前・播磨・美作の支配権を認められた。しかし、次第に家中での勢力を拡大していた宇喜多直家は、これに反対し安芸の毛利氏と結んだ。
天正2年（1574年）直家は遂に主君宗景に反旗を翻した。浦上政宗の三男誠宗の子で直家が岡山城に庇護していた浦上久松丸を奉じ、浦上宗家復興を名目に天神山城の宗景を攻めた（天神山城の戦い）。
天正3年（1575年）家中で直家に内応するものもあり、遂に宗景は城を放棄し播磨へ遁走した。その後も宇喜多直家により、使用されていたと考えられていて、石垣や瓦片などは宇喜多時代の物と推定されている。

## 落城時期に関して
近年まで天神山城落城の時期については備前軍紀などの記述から「天正5年（1577年）落城説」が受容されており、事実天神山城の案内板もこれを採用した形となっていた。しかしながら近年になって備前の地方史研究家によって従来の備前軍記などの二次資料の記述と現存している一次資料との矛盾点が多く指摘され始め、平成3年（1991年）に寺尾克成が『浦上宗景考』にて従来より天神山城の陥落を早く見る「天正3年（1575年）落城説」を提起した。
続いて平成4年（1992年）には岸田裕之が『小瀬木平松家のこと付「新出沼元家文書」の紹介と中世河川水運の視座』、平成9年（1997年）にしらが康義が『天神山落城についての一史料』でそれぞれ寺尾とは別の史料を用いて天神山城の陥落を天正3年（1575年）と断定した。以後、渡邊大門・畑和良・森俊弘らもこの説を下敷きにした論文や本などを発表し、平成16年（2004年）刊行の『久世町史資料編』では「天正3年（1575年）落城説」が採用されるなど近年はこちらが史実として定着しつつある。